# Ponta de prata

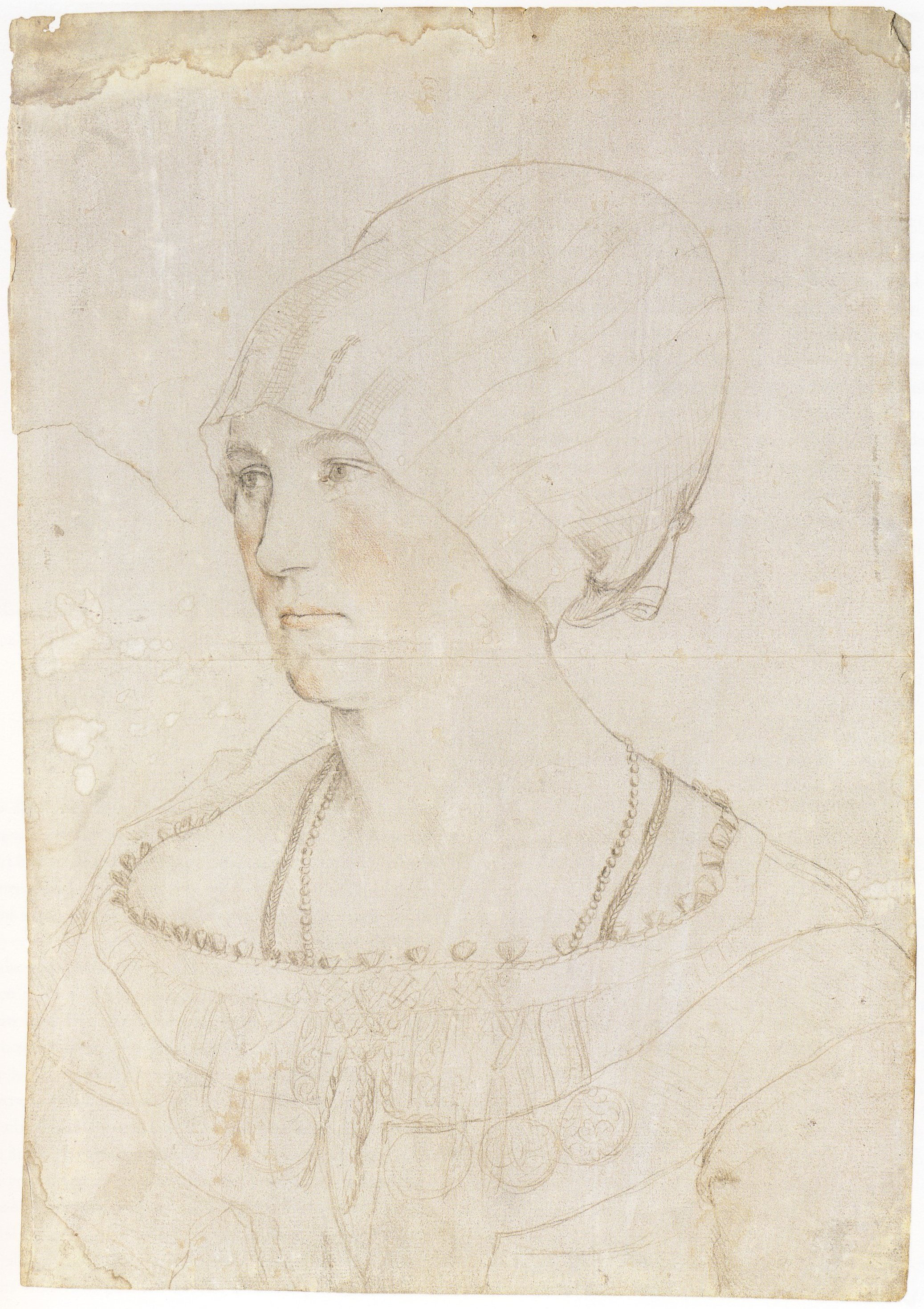
Estudo para retrato de Dorothea Meyer, Hans Holbein, o Jovem, 1516. Ponta de prata, giz vermelho e traços de lápis preto sobre papel branco, Museu das Belas Artes (Basileia).

Ponta de Prata (um dos vários tipos de ponta de metal) é uma técnica de desenho tradicional e uma ferramenta usada pela primeira vez por escribas medievais em manuscritos.

## História
Um desenho com ponta de prata é feito arrastando uma haste ou fio de prata sobre uma superfície, geralmente preparada com gesso ou fundo de branco chinês. A ponta de prata é um dos vários tipos de ponta de metal usados por escribas, artesãos e artistas desde os tempos antigos. Os estiletes com ponta de metal eram usados para escrever em superfícies macias (cera ou casca de árvore), riscar e sublinhar em pergaminho e desenhar em papel preparado e suportes de painel. Para fins de desenho, os metais essenciais usados eram chumbo, estanho e prata. A maciez desses metais os tornava instrumentos de desenho eficazes. Os ourives também usavam desenhos com ponta de metal para preparar seus designs detalhados e meticulosos. O pai de Albrecht Dürer foi um desses artesãos que mais tarde ensinou seu filho a desenhar com ponta de metal, com tanto sucesso que seu Autorretrato aos 13 anos de 1484 ainda é considerado uma obra-prima.
No final do período Gótico e início do Renascimento, a ponta de prata surgiu como uma técnica de desenho com linhas finas. Não embotando tão facilmente quanto o chumbo ou o estanho, e rendendo detalhes precisos, a ponta de prata era especialmente favorecida nas oficinas florentinas e flamengas. Os desenhos com ponta de prata dessa época incluem livros de modelos e folhas preparatórias para pinturas. Artistas que trabalharam com ponta de prata incluem Jan van Eyck, Leonardo da Vinci, Albrecht Dürer e Rafael. O livro Il Libro dell'Arte de Cennino Cennini oferece uma janela para a prática do desenho com ponta de prata e chumbo, bem como a preparação de bases de ponta de metal, no final do século XIV. O livro de Susan Dorothea White, Draw Like da Vinci, descreve a técnica da ponta de prata de Leonardo da Vinci.

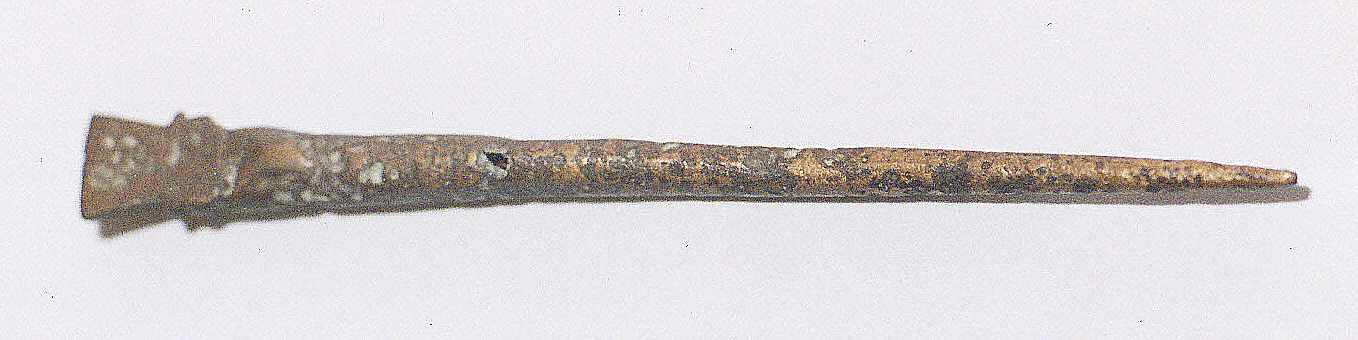
Estilo medieval

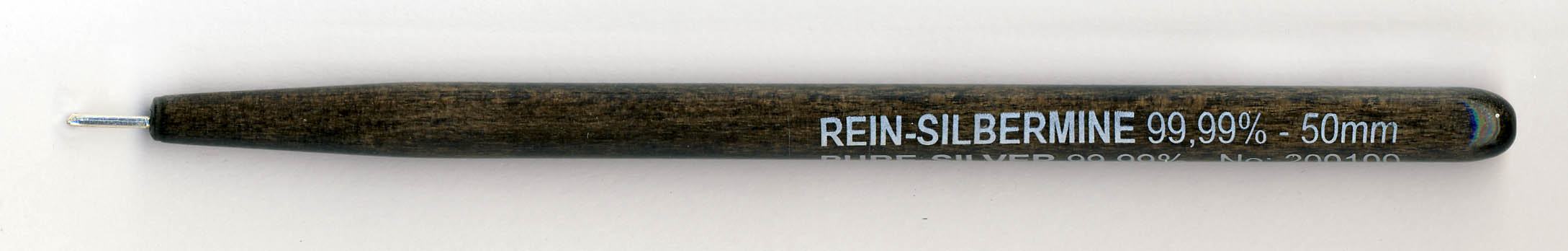
Estilo moderno

Como observado por Francis Ames-Lewis, os estilos de desenho mudaram no final do século XVI, resultando no declínio da ponta metálica. A descoberta de depósitos de grafite em Seathwaite, em Borrowdale, Cúmbria, Inglaterra, no início do século XVI, e sua crescente disponibilidade para artistas em uma forma pura, macia (e apagável) aceleraram o declínio da ponta de prata. Os artistas buscavam qualidades mais gestuais, para as quais grafite, giz vermelho e preto eram mais adequados. Desenhos a tinta e aguada também eram predominantes no período. Além disso, essas outras técnicas de desenho exigiam menos esforço e eram mais tolerantes do que a prata, que resiste ao apagamento e deixa um traço mais tênue. Ademais, a preparação de suportes de ponta de prata, geralmente com cola de couro com cinza de osso finamente moída, era trabalhosa. Os profissionais modernos usam zinco, bases acrílicas pré-preparadas ou têmpera branca de titânio ou pó de mármore como base. Gizes naturais e carvão têm a vantagem de produzir resultados imediatos em papéis sem revestimento.
Os artistas holandeses Hendrick Goltzius e Rembrandt mantiveram a tradição da ponta de prata no século XVII, enquanto ela declinava em outras partes da Europa. Rembrandt fez várias pontas de prata em pergaminho preparado, sendo a mais conhecida o retrato de sua esposa Saskia, de 1633. [6] Artistas botânicos e arquitetos continuaram a usar a ponta de metal por causa de suas linhas exatas. No entanto, artistas que continuaram essa tradição de desenho de linhas finas, como Jean-Auguste-Dominique Ingres, recorreram ao grafite, que gradualmente melhorou em qualidade e disponibilidade em toda a Europa desde o século XVII. A ponta de prata foi, para fins práticos, considerada obsoleta no século XVIII. [7] No entanto, houve um renascimento da arte contemporânea entre artistas e academias europeias e americanas porque o meio impõe uma disciplina considerável no desenho, uma vez que os desenhos não podem ser apagados ou alterados.

## Reavivamento

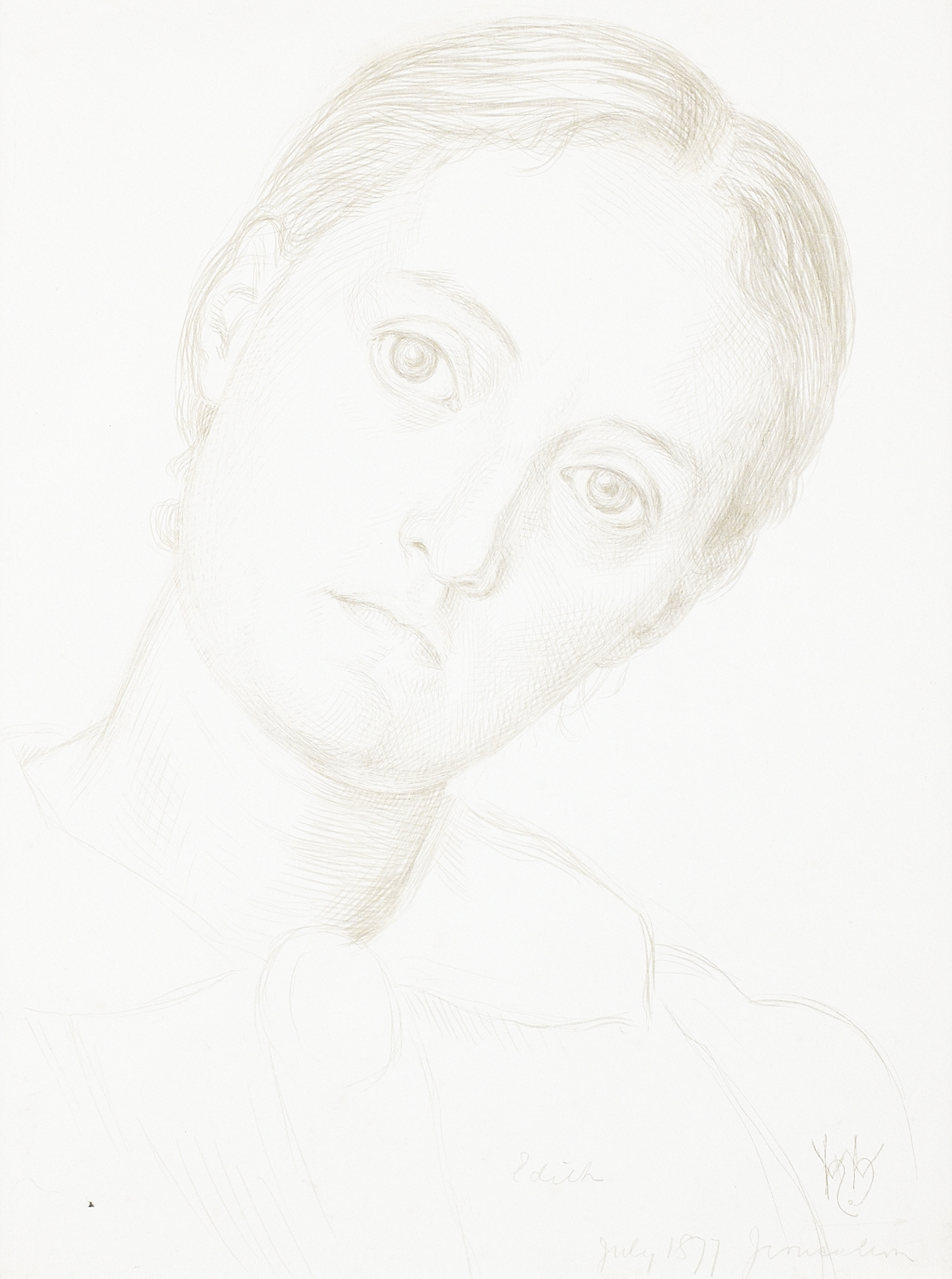
Artist's Wife, Edith Holman Hunt, William Holman Hunt, Birmingham Museum of Art.

Joseph Meder, Alphonse Legros, os pré-rafaelitas e Joseph Stella ajudaram a revitalizar a técnica. O historiador de arte Meder criou interesse pela técnica tradicional na Áustria e na Alemanha, enquanto o artista e professor Legros fez o mesmo na Inglaterra. No início do século XX, Stella foi um dos poucos artistas americanos que trabalhavam com esse método na Costa Leste dos Estados Unidos. Stella explorou a técnica em bases preparadas com guache branco de zinco, frequentemente com giz de cera e outras mídias. A obra de ponta de prata de Stella inclui o retrato de Marcel Duchamp de 1921 (MoMA, Legado de Katherine S. Dreier). Na Costa Oeste, Xavier Martínez, o artista mexicano-americano que estudou em Paris na École nationale supérieure des Beaux-Arts no final da década de 1890, durante o ressurgimento do interesse pela ponta de prata, ensinou essa técnica no California College of the Arts de 1909 ao final da década de 1930.[10] A última exposição conhecida das pontas de prata de Martinez foi em 1921 no Print Room de São Francisco, onde os críticos elogiaram suas figuras de ação "incomuns" e "fortemente futuristas" em um fundo escuro e manchado não convencional como "arcaicas na execução... concisas, alertas... com um pouco de carne demais".
Uma exposição, "The Fine Line: Drawing with Silver in America" foi organizada para o Norton Museum of Art, em 1985, por Bruce Weber. Em 2015, a National Gallery of Art e o British Museum exibiram "Drawing in Silver and Gold: Leonardo to Jasper Johns".

## Características
Um estilete tradicional com ponta de prata é feito com uma pequena haste fina de prata, como um fio de joalheria, que é inserida em uma haste de madeira. Outro design é um estilete de metal com ponta de prata e pontas em ambas as extremidades. Um exemplo desse tipo é mostrado em "São Lucas desenhando a Virgem", de Rogier van der Weyden, por volta de 1435-1440 (Museu de Belas Artes de Boston). Para um estilete contemporâneo, o fio de joalheiro pode ser inserido em um torno de alfinetes ou lapiseira.
As marcas iniciais da ponta de prata parecem cinzentas como as de outras pontas metálicas, mas as linhas da ponta de prata, quando expostas ao ar, desbotam para um tom marrom quente. A oxidação torna-se perceptível ao longo de vários meses. A velocidade da oxidação varia de acordo com o nível de poluição do ar. Historicamente, a composição das pontas de prata variava amplamente, desde prata pura até fortemente ligadas ao cobre (mais de 20% do peso).
Na Idade Média, a ponta metálica era usada diretamente sobre pergaminho para o desenho de iluminuras ou modelos de livros. Em pergaminho (e papel) sem revestimento, a ponta de prata é particularmente leve. No entanto, desde o século XIV, a ponta de prata tem sido usada com mais sucesso em suportes preparados. Um fundo tradicional pode ser preparado com uma solução de cola de pele de coelho pigmentada com cinza de osso, giz e/ou branco de chumbo. Fundos contemporâneos incluem gesso acrílico, guache e papéis de revestimento de argila preparados comercialmente. O leve dente da preparação do fundo absorve um pouco da prata à medida que ela é desenhada na superfície.

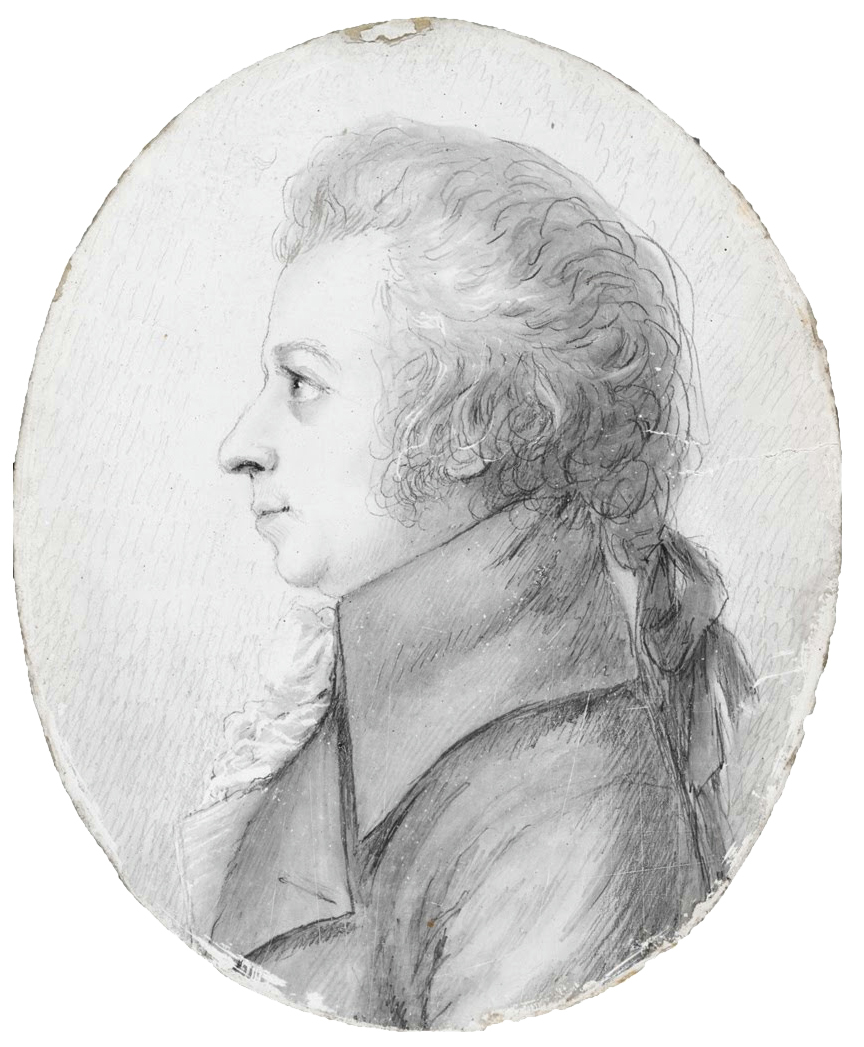
Retrato de Mozart (1789) em ponta de prata por Doris Stock

A ponta de prata abrangeu uma ampla gama de estilos, desde a precisão curvilínea de Dürer até os esboços gestuais de Rembrandt. A ponta de prata também se mostrou adaptável a estilos modernos. Os retratos em ponta de prata de Thomas Wilmer Dewing do final do século XIX são essencialmente tonais, assim como as composições abstratas de Paula Gerard de meados do século XX. O Vortex de Gerard (Fairweather Hardin Gallery) é uma combinação inovadora de ponta de prata, ponta de ouro e aquarela sobre pergaminho revestido de caseína.
As pontas de prata dos antigos mestres são tipicamente intimistas em escala, evocando as raízes da técnica na iluminura de manuscritos. No entanto, artistas modernos também têm utilizado essa técnica de traço fino para obras em escala cada vez maior. A obra "The Great Autobiographical Silverpoint Drawing" de John Wilde (Art Institute of Chicago, 1986.8), com 97 cm x 231 cm, é uma das maiores pontas de prata modernas.
A ponta de prata também foi usada em conjunto com outras pontas de metal por artistas do século XX. Pedro Joseph de Lemos, diretor do San Francisco Art Institute de 1911 a 1917, popularizou suas "técnicas" nas escolas de arte da Califórnia com suas instruções publicadas sobre a fácil fabricação de vários tipos de pontas de metal que reagiriam com papel revestido barato. Em seu livro "The Last of the Old Woodstock Inn", 1968 (Art Institute of Chicago), Ivan Le Lorraine Albright utilizou prata com platina, ouro, cobre e ponta de latão em papel para vídeo preparado comercialmente. Artistas contemporâneos continuam a expandir os limites dessa antiga técnica de desenho. A artista americana contemporânea de ponta de prata Carol Prusa combina grafite e ligante em hemisférios de acrílico com folha de metal, projeção de vídeo e fibra óptica. Susan Schwalb combinou fumaça e fogo em pontas de prata e cobre na década de 1980 e atualmente cria desenhos e pinturas usando diversos metais, além de tinta acrílica. Jeannine Cook combina toques de cor com desenhos monocromáticos, empregando técnicas como Prismacolor, aquarela, papel Plike, tecido de seda e fios de seda. Técnicas experimentais de ponta metálica, incluindo ponta de ouro sobre papel de carboneto de silício, são demonstradas em Draw Like da Vinci, de Susan Dorothea White, assim como em Gilding the Lily (2005). Elizabeth Whiteley interage com imagens computadorizadas. Ela desenha com um estilete prateado sobre impressões a jato de tinta revestidas com um fundo translúcido preparado.